# Mai Hontama
Mai Hontama (japanisch 本玉 真唯 Hontama Mai; * 30. August 1999 in Machida, Präfektur Tokio) ist eine japanische Tennisspielerin.

## Karriere
Hontama begann mit vier Jahren mit dem Tennissport, ihr bevorzugter Belag ist der Hartplatz. Auf der ITF Women’s World Tennis Tour konnte sie bislang vier Titel im Einzel und fünf im Doppel gewinnen.
Bei den US Open 2016 erreichte sie mit ihrer Partnerin Anastasia Zarycká das Halbfinale des Juniorinnendoppels. Im selben Jahr feierte Hontama auch ihr Debüt auf der WTA Tour, als sie eine Wildcard für die Qualifikation zu den Toray Pan Pacific Open erhielt. Sie besiegte in der ersten Runde überraschend Abigail Spears mit 7:5 und 6:3, bevor sie dann in der zweiten Runde ihrer Landsfrau Miyu Katō mit 2:6 und 1:6 unterlag.
2017 trat sie bei allen vier Grand-Slam-Turnieren bei den Juniorinnenwettbewerben im Einzel und Doppel an. Dabei erreichte sie bei den Australian Open im Juniorinneneinzel das Viertelfinale, in Wimbledon sowohl im Juniorinneneinzel als auch im Juniorinnendoppel das Achtelfinale und bei den US Open im Juniorinnendoppel ebenfalls das Achtelfinale.
2018 erhielt sie abermals eine Wildcard für die Qualifikation zu den Toray Pan Pacific Open, scheiterte aber bereits in der ersten Runde an ihrer Landsfrau Ayano Shimizu klar mit 1:6 und 4:6.
2019 startete sie in der Qualifikation zu  den Kunming Open, scheiterte aber bereits im Auftaktmatch an Miharu Imanishi mit 0:6 und 2:6. In der Qualifikation zu den Mubadala Silicon Valley Classic verlor sie ihr Auftaktmatch gegen Danielle Lao mit 6:4, 4:6 und 3:6.

## Turniersiege

### Einzel
| Nr. | Datum            | Turnier | Kategorie | Belag             | Finalgegnerin         | Ergebnis      |
| --- | ---------------- | ------- | --------- | ----------------- | --------------------- | ------------- |
| 1.  | 9. Mai 2021      | Salinas | ITF W25   | Hartplatz         | Carol Zhao            | 7:5, 6:1      |
| 2.  | 27. Juni 2021    | Porto   | ITF W25   | Hartplatz         | Anastassija Tichonowa | 6:4, 6:3      |
| 3.  | 6. November 2022 | Sydney  | ITF W60   | Hartplatz         | Petra Hule            | 6:3, 3:6, 7:5 |
| 4.  | 26. März 2023    | Maribor | ITF W40   | Hartplatz (Halle) | Clara Tauson          | 6:4, 3:6, 6:4 |

### Doppel
| Nr. | Datum              | Turnier  | Kategorie | Belag     | Partnerin       | Finalgegnerinnen                       | Ergebnis         |
| --- | ------------------ | -------- | --------- | --------- | --------------- | -------------------------------------- | ---------------- |
| 1.  | 10. September 2022 | Santarem | ITF W25   | Hartplatz | Maddison Inglis | Suzan Lamens Anastassija Tichonowa     | 6:0, 6:4         |
| 2.  | 5. Februar 2023    | Burnie   | ITF W60   | Hartplatz | Eri Hozumi      | Arina Rodionowa Ena Shibahara          | 4:6, 6:3, [10:6] |
| 3.  | 18. März 2023      | Pretoria | ITF W60   | Hartplatz | Alice Tubello   | Sofia Costoulas Dalila Spiteri         | 6:3, 6:3         |
| 4.  | 20. Mai 2023       | Madrid   | ITF W100  | Sand      | Eri Hozumi      | Eleni Christofi Despina Papamichail    | 6:0, 7:5         |
| 5.  | 3. Juni 2023       | Brescia  | ITF W60   | Sand      | Moyuka Uchijima | Alena Fomina-Klotz Olivia Tjandramulia | 6:1, 6:0         |